# Корецький-Сатановський Арсеній
Арсе́ній Коре́цький-Сатано́вський (кінець XVI або початок XVII століття, Сатанів — після 1653 р., Антонієво-Сійський монастир) — український православний просвітитель, богослов, текстолог, лексикограф, православний монах; один із піонерів української культурної місії в Московії XVII століття. Автор революційної праці «Лексикон словено-латинський» — церковнослов'янсько-латинського словника, який заклав основу реформ Московської Православної Церкви. Перекладач класичних латиномовних творів.
Замордований у північних колоніях Московії.

## Життєпис
Народився на межі XVI та XVII століття на Поділлі, у містечку Сатанів (тепер Городоцького району Хмельницької області).
Закінчивши Київський Колегіум Петра Могили висвячений у ієромонахи Києво-Братського монастиря.
У розпал Української революції Богдана Хмельницького, 1649 р. виїхав до Московії, де працював над виправлянням православних церковно-богословських книг. Перша місія його була разом з Дамаскином Птицьким «для довідки Біблії грецькою на слов'янську мову» (рос. для справки Библии греческие на славянскую речь). Мешкав спочатку (1649—1650 рр.) на дворі Великого Посольського приказу, далі — в Андріївському монастирі (де Воробйові гори), потім — в Чудівському монастирі.

У Арсенія помер батько, йому було необхідно визволити з кримського полону свою матір та двох сестер, а також побачитися з рідним братом (1650—1651 рр.). Щоби московський цар його відпустив для вирішення сімейних справ ієромонах Арсеній написав чолобитну, де він вказав, що «не володіє грецькою мовою»:
|                       | зде аз, уже мало потребный к исправлению библии, понеже аз призван по сугубой твоего царского пресветлого величества грамоте, уже инии старцы рассмотряют и труждаются, аз бо по гречески не умею. |
| — РДАДА, архів МЗС РФ | |

Після відвідування Дудинського монастиря виїхав з Московії.
Друга його місія була разом з Єпіфанієм Славінецьким (від 1651 р.), він став піонером української культурної місії в Московії XVII століття. Робив переклади Біблії й риторського вчення з грецької мови на тодішню російську мову. Під час другої місії мешкав в Спасо-Преображенській пустині (біля Москви), а потім — в Богоявленському монастирі.
Переклав з латинської мови: рос. «Оград царици, или поученія нікоего учителя имянем Мефрета, собрано от 220 творцов греческих і латинских», також частину космографії Блеу: «Позорище всея вселенныя, или Атлас новий».
У Московії завершив укладання «рос. Лексикон словено-латинський» (1650), мабуть, розпочате ще в Речі Посполитій. «Лексикон словено-латинський» — церковнослов'янсько-латинський словник, посібник для навчання й перекладів.
Корецький-Сатановський склав реєстр словника і зробив переклад, а Єпіфаній Славинецький брав участь у доповненні й редагуванні перекладної частини. Праця залишилася в рукопису. У словнику близько 7500 тисяч статей. Церковнослов'янський реєстр його базується на матеріалі словника Памви Беринди. Частину генетично загальнослов'янських вокабул взято з польсько-латинського словника Г. Кнапського (м. Краків, 1621 р.). До реєстру введено також українські слова з живого мовлення (наприклад, «голота», «штани»). Праця — цінне джерело для вивчення історії української мови. Вона відіграла помітну роль в історії української і зарубіжної лексикографії.
У 1653 р. відсторонений від наукової діяльності, фактично заарештований та засланий у Антонієво-Сійський монастир на комі-карельському кордоні (теперішня Архангельська область).

### Ставлення в сучасній Московії
Роль постаті Сатановського в культурній історії Московії всіляко применшується в консервативних колах Росії. Зокрема, наголошується на тому, що Сатановський не володів грецькою мовою (хоча викладання грецької мови поряд з латиною входило в навчальну програму Києво-Могилянської колегії, де він навчався) і не брав участі в нових редакціях московських перекладів Біблії. Мета кампанії — спростувати винятковий вплив Київської Церкви та України на модернізацію Московії.